# Elisabeth Dommer
Elisabeth Dommer (* 1951 in Altenburg) ist eine deutsche Autorin.

## Werdegang
Elisabeth Dommer schrieb schon als Kind Geschichten, später viele Jahre lang neben ihrer Arbeit als Grundschullehrerin und als Kulturelle Mitarbeiterin im Bereich Amateurkunst. Nach einem Fernstudium am Leipziger Literaturinstitut veröffentlichte sie 1988 ihr erstes Buch. Seit 1996 ist sie freiberufliche Autorin, spezialisiert auf Kinderliteratur und Belletristik. Es gab Zusammenarbeit mit der DEFA und dem Gewandhaus-Kinderchor Leipzig; zudem schuf sie ein deutschsprachiges Libretto zur ukrainischen Rockoper „Äneas“ (konzertante Aufführung in Auszügen 2005). Sie ist Mitglied des Verbandes Deutscher Schriftsteller (VS), Landesverband Thüringen und erhielt Arbeitsstipendien des Thüringer Kultusministeriums. Elisabeth Dommer lebt in Altenburg.

## Bücher
- Im Bannkreis. Märchen und Geschichten, Mitteldeutscher Verlag Halle-Leipzig 1988.
- Jenny und das Zauberpferd. Kinderbuch, Verlag Carl Ueberreuter Wien 1994 (Buch des Monats September 94; 2. Auflage: Allitera Verlag / Die Schatzkiste, München 2010).
- Sommervögel in Eis. Erzählungen, quartus-Verlag Bucha bei Jena 2002.
- Maxi mit dem Koboldherzen. Kinderbuch, NORA Verlag Berlin 2004 (Ukrainisch: Maxi se cerdsem domowyka, Pulsary Verlag Kiew 2006)
- Brom und Filuh. Kinderbuch, Verlag Klaus-Jürgen Kamprad Altenburg 2006 (mit CD des Gewandhaus-Kinderchors Leipzig).
- Blaufunkel. Kleine Geschichten für Kinder, Altenburg 2007
- Bonny Wundernuss. Kinderbuch, Thami Verlag Neunhofen 2009.
- Traum und Zeit. Der andere Gräfin-Cosel-Roman. quartus-Verlag Bucha bei Jena 2012
- Sonnenwindhaus. Erzählung, Shaker Media Aachen 2016.
- Der unheimliche Zauber der Sterne. Erzählungen, Shaker Media Aachen 2018.

## Einzelveröffentlichungen
- Grünes Herz aus Stein in Er liebt mich, er liebt mich nicht, Schneider Verlag München 1993
- Almuts Geheimnis in Immer diese Schule, Verlag Carl Ueberreuter Wien 1995
- In der Rindenhaut in Paula in der Aula, dorise-Verlag 2010.
- Erle Merle in Bis bald im Wald, KLAK Verlag Berlin 2015
- und weitere Veröffentlichungen in Anthologien, Literaturzeitschriften und Kalendern

## Rundfunk
- Manjas Mond. Ohrenbär-Geschichten, SFB, MDR, NDR, WDR, 1993
- Zauberei in Bummersdorf. Ohrenbär-Geschichten, SFB, MDR, NDR, WDR 1996